# Magdalena Górka
Magdalena Górka (* 29. Oktober 1977 in Pruszków, Woiwodschaft Masowien) ist eine polnische Kamerafrau.

## Leben
Sie studierte Kinematographie an der Staatlichen Hochschule für Film, Fernsehen und Theater in Łódź.
Seit dem Jahr 1999 war sie zunächst unter dem Namen Magdalena Bachman bei ersten Filmproduktionen als Kameraoperateur und Assistenzkamerafrau beschäftigt, wobei sie oft für den Kameramann Paweł Edelman tätig war. Anfang der 2000er Jahre ließ sie sich in den Vereinigten Staaten nieder. Seit dem Jahr 2002 war sie auch hauptverantwortlich als Kamerafrau bei ersten Filmproduktionen tätig. Wiederholt arbeitete sie mit dem Regisseur Władysław Pasikowski zusammen, für den sie die Fernsehserie Glina und die Filme Jack Strong und Kurier fotografierte. Für Jack Strong war Górka 2014 beim polnischen Filmfestival Camerimage für den Goldenen Frosch nominiert. Für das Regisseur-Duo Henry Joost und Ariel Schulman filmte sie die Horrorfilme Paranormal Activity 3 (2011) und Viral (2016).
Daneben drehte Górka zahlreiche Werbespots und Musikvideos für Künstler wie Elton John (Home Again), Katy Perry (Unconditionally) und The Chainsmokers (Don’t Let Me Down).
Górka ist mit dem Regisseur Brent Bonacorso verheiratet und lebt im kalifornischen Venice.

## Filmografie (Auswahl)
- 2004: Szycie na goraco (Fernsehfilm)
- 2004: Park tysiaca westchnien
- 2006: Statistics
- 2006: Outta Sync
- 2008: The Appearance of Things
- 2008: Glina (Fernsehserie, 13 Episoden)
- 2009: Der Schatz des Hauses Atkin (Dwa Rembrandty w ogrodzie, Dokumentarfilm)
- 2010: I’m Still Here
- 2011: Paranormal Activity 3
- 2013: The Levenger Tapes
- 2014: Jack Strong
- 2016: Viral
- 2017: An Ordinary Man
- 2017: You Get Me
- 2018: Unersetzlich (Irreplaceable You)
- 2019: Der Kurier – Sein Leben für die Freiheit (Kurier)
- 2019: Doom Patrol (Fernsehserie, 6 Episoden)
- 2020: Crutch (Dokumentarfilm)
- 2021: Die in a Gunfight
- 2021: Into the Night (Fernsehserie, 6 Episoden)
- 2024: Echo (Fernsehserie, 1 Episode)